# Akihiro Endō
Akihiro Endō (遠藤彰弘?, Endō Akihiro; Kagoshima, 18 settembre 1975) è un ex calciatore giapponese, di ruolo centrocampista.
È fratello del centrocampista internazionale del Gamba Osaka, ossia Yasuhito Endō